# 써니텐
써니텐은 1975년 출시된 상품으로 해태htb에서 생산/판매하고 있는 과일향 청량 음료다. 현재 LG생활건강이 인수했으며, 현재 한국 코카-콜라가 상표권을 인수하면서 생산했지만 중단이 되면서 다시 해태htb에서 생산이 되고 있다.

## 종류
- 오렌지 향
- 포도 향
- 파인애플 향

## 용기
- 250ML CAN
- 350ML PET
- 500ML PET
- 1.5L PET

## 같이 보기
- 해태htb
- 환타
- 아일락
- 오란씨
- 미린다